# Anne Carson

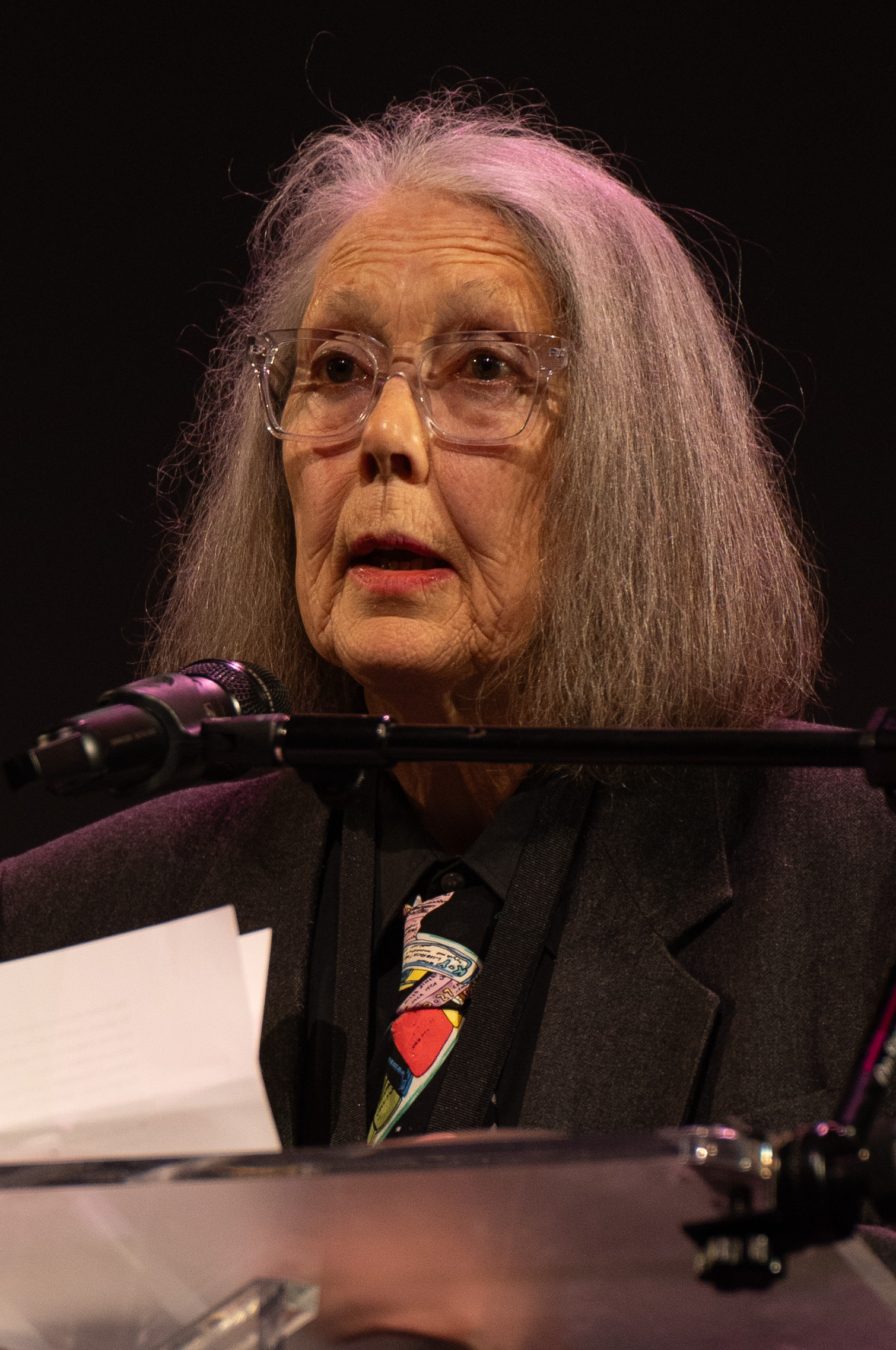
Anne Carson (2024)

Anne Carson (* 21. Juni 1950 in Toronto) ist eine kanadische Dichterin, Essayistin, Übersetzerin und Klassische Philologin. Sie lebte einige Jahre in Montreal und lehrte von 1980 bis 1987 an der McGill University, der University of Michigan, und der Princeton University. 1998 bekam sie ein Guggenheim-Stipendium und wurde im Jahr 2000 mit einer MacArthur Fellowship ausgezeichnet. Außerdem erhielt sie einen Lannan Literary Award.

## Leben und Wirken
Carsons Ausbildungsweg war nicht geradlinig. Die Faszination für antike Literatur, die ihre Arbeit dominiert, startete in der High School. Sie lernte die Welt und die Sprache des alten Griechenlands kennen und bekam von ihrem Lateinlehrer Privatunterricht. Sie schrieb sich im St. Michael’s College an der University of Toronto ein, verließ es jedoch zwei Mal.
Carson, verunsichert durch die Zwänge des Lehrplans (insbesondere eine Pflichtveranstaltung über Milton), zog sich für eine kurze Zeit in Richtung Grafikdesign zurück. Sie kehrte schließlich an die Universität Toronto zurück, wo sie 1974 ihren B.A. machte, ein Jahr später ihren M.A. und ihren Ph.D. im Jahr 1981. Sie studierte außerdem ein Jahr griechische Metrik und griechische Textkritik an der University of St Andrews.
Ein Professor der Altertumswissenschaften, mit Kenntnissen in klassischen Sprachen, Vergleichenden Literaturwissenschaften, Anthropologie, Geschichte und Werbegrafik, brachte Carson Ideen und Themen aus vielen Bereichen ihres Schreibens. Sie referenziert, modernisiert und übersetzt häufig altgriechische Literatur. Sie hat bis 2013 achtzehn Bücher veröffentlicht, von denen alle die Formen von Poesie, Essays, Prosa, Kritik, Übersetzungen, dramatischem Dialog, Fiktion und Non-Fiction vermischen. Carson ist angesehene Poet-in-Residence an der New York University und war eine Preisrichterin für das Jahr 2010 beim Griffin Poetry Prize.
Ihr 2013 erschienenes Buch „Red Doc >“ ist die Fortsetzung der „Autobiography of Red“, Carsons bekanntestem Buch und laut New York Times Magazine ein „Crossover-Klassiker“. Es stellt die Autobiographie Geryons dar, einem Wesen aus der griechischen Mythologie, „das auf einer roten Insel lebt und eine Herde roten Viehs hütet“. Bekannt wurde Geryon durch die zehnte Aufgabe des Herakles, der diese Herde rauben sollte und Geyron schließlich tötet. Das Buch fängt zunächst an, als handele es sich um eine Studie zu Stesichoros und überlieferte Fragmente, in denen er sich mit Geyron beschäftigt. In seiner Autobiographie setzt Carson Geyron in die moderne Welt: aus der Gestalt der griechischen Mythologie wird ein Teenager und Herakles sein Peiniger, der ihm schließlich das Herz bricht. „Red Doc >“ ist die Fortsetzung, in der Geyron – in diesem Buch nur noch „G.“ genannt – wieder zurück auf der Insel ist und Moschusochsen hütet. Er trifft Ida und zusammen mit dem traumatisierten Kriegsveteranen SBG (Sad But Great) begeben sie sich auf einen Roadtrip. In „Red Doc >“ spielt Carson mit Initialen und Akronymen; die Winkelklammer ist Bestandteil des Titels und hat sich laut Carson dadurch ergeben, dass bei der Speicherung des Dokumentes auf dem Computer dieser Titel als Dateiname vorgeschlagen wurde und sie ihn übernommen hat.
Carson war im Herbst 2007 ein Anna-Maria-Kellen-Fellow an der American Academy in Berlin. Die Classic Stage Company, ein in New York ansässiges Theater, spielte drei von Carsons Übersetzungen – Aeschylus’ Agamemnon, Sophokles’ Elektra und Euripides’ Orestes (als An Oresteia) – in der Saison 2008/2009. Sie nahm auch am Bush Theatre am Projekt Sixty Six (Oktober 2011) teil, für das sie ein Stück mit dem Titel Jude: The Goat at Midnight geschrieben hat. Das Stück basiert auf dem Brief des Judas aus der King-James-Bibel.
Einmal jährlich geben Carson und ihr Ehemann Robert Currie einen Kurs über die Kunst der Zusammenarbeit unter dem Titel Egocircus an der New York University.
Am 16. November 2012 erhielt Carson die Ehrendoktorwürde der University of Toronto.

## Publikationen (Auswahl)
- Odi et Amo Ergo Sum. (1986) PhD Dissertation, University of Toronto
- Eros the Bittersweet. (1986) Princeton University Press
- Glass, irony and God.
  - Übersetzt von Alissa Walser und Gerhard Falkner: Glas, Ironie und Gott – fünf epische Gedichte und ein Essay über das Geschlecht des Klanges. Piper, München 2000, ISBN 3-492-04147-7.
- Short Talks. Brick Books, 1992
- Plainwater. Knopf, 1995
  - Teil 1, übersetzt von Marie Luise Knott: Irdischer Dunst. Matthes und Seitz, Berlin 2020, ISBN 978-3-95757-962-1.
- Autobiography of Red: A Novel in Verse. Knopf, 1998 (1. Band)
  - Red Doc >. Knopf, 2013 (2. Band)
    - Übersetzt von Karen Lauer: Rot. Ein Roman in Versen. Piper, München 2001 (=Band 1)
    - Übersetzt von Anja Utler: Rot. Zwei Romane in Versen. S. Fischer, 2019 (beide Bände)
- Economy of the Unlost: Reading Simonides of Ceos with Paul Celan. Princeton University Press, 1999
- Men in the Off Hours. (2001) Knopf
- Electra. (Übersetzung) (2001) Oxford
- The Beauty of the Husband. (2001) Knopf
- If Not, Winter: Fragments of Sappho. (2002) Knopf
- Wonderwater (Alice Offshore). Band 2 von Answer Scars, in Zusammenarbeit mit Roni Horn. Steidl, Göttingen 2004
- Decreation: Poetry, Essays, Opera. Knopf, 2005
- Grief Lessons: Four Plays by Euripides. (Übersetzung) (2006) New York Review Books Classics
- An Oresteia (Übersetzung von Agamemnon, Elektra, Orestes). (2009) Faber and Faber
- NOX, inklusive Catull 101 von Catull. New Directions, 2010
- Antigonick (2012) New Directions
- Decreation. Gedichte, Oper, Essay. Übersetzt von Anja Utler. S. Fischer, Frankfurt 2014, ISBN 978-3-10-010243-0.
- Anthropologie des Wassers. Übersetzt von Marie Luise Knott. Matthes und Seitz, Berlin 2014, ISBN 978-3-95757-007-9.

## Auszeichnungen
- 1996: Lannan Literary Award
- 1997: Pushcart Prize
- 1998: Guggenheim Fellowship
- 1999 zum Fellow der American Academy of Arts and Sciences gewählt
- 2000: MacArthur Fellowship
- 2001: Griffin Poetry Prize für Men in the Off Hours[11]
- 2001: T. S. Eliot Prize für The Beauty of the Husband
- 2010: PEN Award in der Sparte „Poetry in Translation“
- 2011: Ehrenmitglied (Foreign Honorary Member) der American Academy of Arts and Letters[12]
- 2012: Ehrendoktorwürde der University of Toronto
- 2014: Griffin Poetry Prize für Red Doc >
- 2020: Prinzessin-von-Asturien-Preis für Literatur[13]